# Sphagnum meridense
Sphagnum meridense är en bladmossart som beskrevs av C. Müller 1848. Sphagnum meridense ingår i släktet vitmossor, och familjen Sphagnaceae. Inga underarter finns listade i Catalogue of Life.